# 邱爱华
邱爱华（1977年1月28日—），中国女子排球运动员，中国国家女子排球队成员。她曾代表中国参加2000年夏季奥运会女子排球比赛，最终获得第5名。

## 外部連結
- 邱爱华在国际奥林匹克委员会的资料